# František Šebesta
František Šebesta (14. prosince 1844, Klobouky u Brna – 22. června 1896, Hronov) byl český reformovaný duchovní, teolog, církevní historik, náboženský spisovatel a překladatel.
Narodil se v rodině mlynáře. Gymnázia navštěvoval v Těšíně a Levoči. Vystudoval teologii ve Vídni. Po studiích působil v Elberfeldu jako vikář faráře Kohlbrügga. Po návratu do vlasti byl farářem ve sborech v Nikolčicích (od roku 1869) a následně v Hustopečích (hustopečský sbor založil).
Přebásnil Žaltář (na ženevské nápěvy), vydal kancionál, zčásti přeložil Kalvínovy Instituce. Je autorem populárně-historického spisu Dějiny církve křesťanské.
Evangelickými duchovními byli i jeho syn Jan Vladimír Šebesta (1878–1962) a vnuk Jan Přemysl Šebesta (1904–1972).